# Zaleuco de Locros

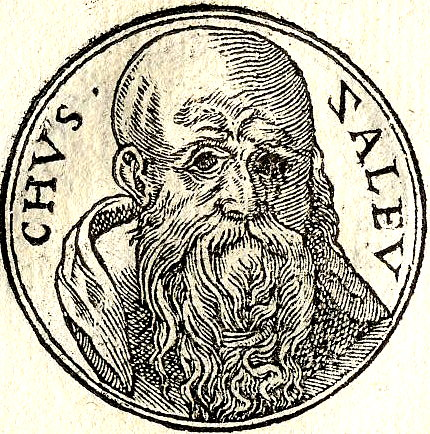
Zaleuco

Zaleuco de Locros (Locros, Século VII a.C.), foi um legislador do Período Arcaico da Magna Grécia.
Zaleuco, sendo o primeiro legislador conhecido promulgou c. 644 a.C. um código de leis, usualmente designado por Código de Zaleuco.

## Biografia
Zaleuco era natural da cidade italiana de Locros, de uma família nobre e aluno de Pitágoras. Sendo muito respeitado pelos seus pares, ele foi comissionado para escrever um código de leis, começando com os deuses.

## Código de Zaleuco
Na introdução do código é declarado que é preciso que os cidadãos reconheçam que os deuses existem, e que a Criação não é obra do acaso ou de mãos humanas, e que eles devem honrar os deuses como a causa de tudo que é nobre e bom na vida dos homens. Os homens devem manter a alma pura, e se afastar de tudo que é mau, porque os deuses não sentem prazer em sacrifícios ou presentes dos maus, mas sim nas práticas justas e honradas dos homens bons.
Após a convocação à reverência e à justiça, Zaleuco propõe que nenhum concidadão seja considerado um inimigo com o qual a reconciliação não seja possível, mas que qualquer disputa possa ser resolvida e termine com acordo e amizade, e que qualquer um que não pense desta forma seja considerado como selvagem e de alma indomável.
Os magistrados não deveriam ser gananciosos nem arrogantes, e deveriam julgar sem levar em conta inimizade ou amizade.
Diodoro Sículo elogia a sabedoria de várias das leis de Zaleuco, e cita vários exemplos de leis específicas.
Nos casos onde as mulheres deveriam pagar multas, Zaleuco pensou em uma punição muito perspicaz: a mulher livre não pode sair acompanhada de mais de uma escrava, exceto se estiver bêbada; ela não pode sair da cidade à noite, a menos que esteja planejando cometer adultério; não pode usar joias de ouro ou roupas púrpuras exceto se for uma cortesã. Um marido não pode usar um anel dourado ou uma capa milésia exceto se estiver se prostituindo ou cometendo adultério. Desta forma, o código de leis faria os homens se absterem das práticas que levavam à luxúria, por causa das implicações vergonhosas, diante dos demais cidadãos.
O código também continha leis regulando os contratos, e demais relações que poderiam causar disputas.